# میسی استون
میسی استون (انگلیسی: Missy Stone؛ زاده ۲۶ نوامبر ۱۹۸۷) بازیگر بازنشسته پورنوگرافی اهل ایالات متحده آمریکا است. او در تگزاس به دنیا آمد و در مریلند بزرگ شد. او در سال ۲۰۰۷ و در ۲۰ سالگی وارد صنعت فیلم‌های پورنوگرافی شد. نیازهای اقتصادی او را وادار به ارسال آگهی درسایت SexyJobs.com، به دنبال کار در صنعت پورن کرد. او اولین قرارداد خود را برای فیلم با بازیگر استیو فرنچ برای فیلم Initiations 21 ثبت کرد. او همچنین برای وبسایتها نیز فیلم بازی کرده‌است.
و از مارس ۲۰۰۸، توسط مدیریت استعداد لیزا آن معرفی شد.